# Robert Irwin
Robert Clarence Irwin (Buderim, Queensland; 1 de diciembre de 2003) es un fotógrafo, conservacionista y personalidad de televisión australiano. Es hijo del fallecido Steve Irwin y hermano de Bindi Irwin. Fue una estrella en su propio canal en Australia Zoo TV, Robert's Real Life Adventures. Fue coanfitrión de la serie Wild But True de Discovery Kids y fue coautor de la serie de libros Robert Irwin: Cazador de dinosaurios.

## Biografía

### Primeros años
Robert Irwin nació el 1 de diciembre de 2003, siendo el segundo de los dos hijos y el único hijo varón del presentador de televisión, cuidador y ambientalista Steve Irwin y de Terri Irwin, y nieto del naturalista y animal conservacionista Robert Bob Irwin. Es de origen inglés e irlandés, con abundancia de origen irlandés por parte de su padre. Tanto Robert como su hermana Bindi fueron educados en casa en el Zoológico de Australia.
Durante un espectáculo público el 2 de enero de 2004, Steve lleva a Robert —entonces un mes— en su brazo mientras que alimentaba con otra mano a un cocodrilo de agua salada de 3,8 metros (12,5 pies) con carne de pollo. Robert Irwin estaba cercano al cocodrilo, y se hicieron comparaciones en la prensa con Michael Jackson cuando sostuvo a su hijo colgando afuera de una ventana en un hotel alemán. El incidente incitó el Gobierno de Queensland para cambiar sus leyes de manipulación de cocodrilos, prohibiendo que niños y adultos sin entrenamiento entren en recintos de cocodrilos.
Cuando Robert tenía casi tres años, su padre Steve murió por heridas y pérdida de sangre tras el ataque de una raya.

### Carrera
En 2009, Robert Irwin tuvo un cameo en Free Willy 4: Escape from Pirate's Cove, protagonizada por su hermana Bindi. En 2012 apareció junto a su madre y hermana en una serie de televisión titulada Steve Irwin's Wildlife Warriors, el cual ganó una nominación en los Premios Logie de 2013 como el nuevo talento masculino más popular. En 2014 y 2015, Irwin copresenta una serie de televisión llamada Wild But True en Discovery Kids. El programa era más tarde nominado para un International Emmy Kids Award en la categoría factual en 2016.
En 2013, Irwin publica una serie de libros, Dinosaur Hunter, el cual él coautor con Lachlan Creag y Jack Wells.
En 2015, aparece como invitado en la serie de fauna y flora británica Ten Deadliest Snakes, en el episodio se centraron en las serpientes venenosas de Australia. Él guio al presentador Nigel Marven en el Zoológico de Australia para buscar una serpiente negra de vientre rojo.
Irwin fue subcampeón en la categoría júnior de la competición Australian Geographic Nature Photographer de 2016.
El 16 de febrero de 2017, Irwin hizo su debut televisivo en el late night de NBC The Tonight Show Starring Jimmy Fallon. Mostró un cocodrilo enano africano, un piche llorón, una serpiente, y un perezoso al presentador Jimmy Fallon. Vuelve el 20 de abril de 2017, presentando un escorpión, dos cachorros de osos negros, dos lagartos sin piernas, un manturón, y un tucán —más específicamente un arasarí verde—. Irwin Apareció otra vez, el 7 de junio de 2017, esta vez mostrando una cría de tejón norteamericano, una cría de tortuga caimán de 100 años, una cría de canguro (Joey), y tres crías de facóquero. Él también apareció el 23 de noviembre de 2017 en el programa The Tonight Show, así como el 25 de enero de 2018 y 2 de mayo de 2018.
El 6 de abril de 2017, Robert Irwin fue investido como miembro y embajador de Scouts Australia, formalizando una asociación entre la organización y el Zoológico de Australia. El objetivo de la asociación es alentar a los jóvenes de Australia a participar en la vida silvestre y la conservación.
En Australia Zoo TV, Irwin aparece en su propio canal.

### Incidentes
En una demostración que estaba realizando junto a sus colaboradores en la reserva administrada por su madre y hermana, el 7 de febrero de 2022 casi fue atacado por un cocodrilo de 350 kg.

## Filmografía

### Película
| Año  | Título                                  | Función               | Notas               |
| ---- | --------------------------------------- | --------------------- | ------------------- |
| 2010 | Free Willy 4: Escape from Pirate's Cove | El chico pirata       | Sin créditos        |
| 2015 | Bob Esponja: Un héroe fuera del agua    | Kyle la Gaviota (voz) | Versión australiana |

### Televisivo
| Año  | Título                  | Función  | Notas           |
| ---- | ----------------------- | -------- | --------------- |
| 2018 | Crikey! It’s the Irwins | Él mismo | Serie regular   |
| 2020 | Bluey                   | Alfie    | Serie prescolar |